# Teresva (obec)
Teresva (česky a slovensky také Terešva, ukrajinsky Тересва) je městys (ukrajinsky selyšče) ležící v okrese Ťačiv v Zakarpatské oblasti na Ukrajině, asi deset kilometrů východně od města Ťačiv. V roce 2022 zde žilo 7 480 obyvatel.
V Teresvě sídlí rada teresvjanské venkovské komunity, do které patří obce Teresva, Hrušovo a Kryva. V roce 2025 v této komunitě žilo 17542 obyvatel.

## Historie
První písemná zmínka o městysu pochází z roku 1336. V minulosti městys patřil Rakousku-Uhersku, od jeho rozpadu v roce 1918 až do roku 1938 bylo pod názvem Terešva součástí Československa. Za první československé republiky zde byl obecní notariát, četnická stanice a poštovní úřad.
V roce 1944 byl městys s okolím (na základě zfalšovaného referenda pod dohledem sovětských vojsk) připojeno k Ukrajinské SSR.

## Doprava
Městys je železničním uzlem:

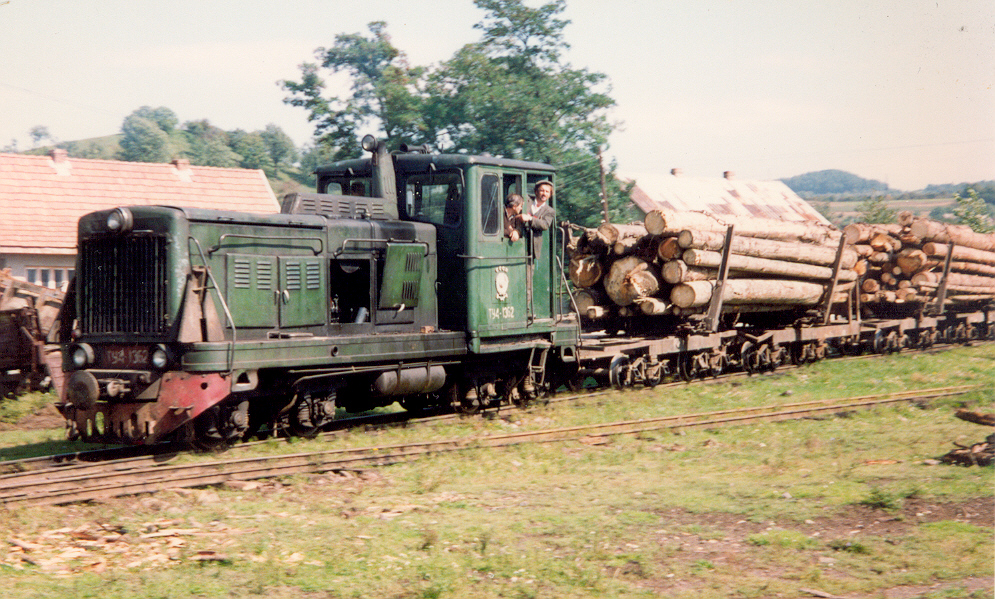
Lesní dráha Teresva – Usť-Čorna v roce 1992

- Od roku 1872 jím prochází mezinárodní železniční trať Debrecín – Sighetu Marmației z maďarského Debrecínu přes Korolevo (dříve Královo nad Tisou), Chust, Ťačiv do Sighetu Marmației v Rumunsku.
- V Teresvě se napojuje 26 km dlouhá jednokolejná železniční trať Teresva – Velký Bočkov přes Solotvinu.
- Od roku 1887 byla v provozu úzkorozchodná dráha Teresva – Usť-Čorna pro přepravu dřeva, která byla po ničivých povodních v roce 1999 silně poškozena, načež byl kolejový svršek demontován a vozový park rozprodán.